# ビジネス実務法務検定試験
ビジネス実務法務検定試験（ビジネスじつむほうむけんていしけん、英:The Japan Business Law Examination、略称:ビジ法）は、東京商工会議所が主催している検定試験である。

## 概要
ビジネスに不可欠のコンプライアンス・法令遵守能力の基礎となる実践的な法律知識を体系的かつ効率的に身につけることを目的とする。
試験方式は2級・3級では自宅などで受験者自身のパソコンを使って受験するIBT方式とテストセンターで受験するCBT方式の2種類。1級ではCBT方式での受験のみ可能。
合格者には各級ごとに称号が与えられ、それぞれ以下の名称を名刺等で使用することが可能となる。2008年度より創設された制度だが、過去の合格者にも適用される。
- 1級：商工会議所認定 ビジネス法務エグゼクティブ
英語表記：The CCI Japan Business Law Examination, Grade 1 Certified
- 2級：商工会議所認定 ビジネス法務エキスパート
英語表記：The CCI Japan Business Law Examination, Grade 2 Certified
- 3級：商工会議所認定 ビジネス法務リーダー
英語表記：The CCI Japan Business Law Examination, Grade 3 Certified

## 試験範囲

### 1級
業務上必要な法律実務知識をビジネス全般にわたって持っており、その知識に基づいて多面的な観点から高度な判断・対応ができる。試験対象は、法務部門専任者。
- 共通問題

民法及び商法・会社法を中心に、全産業分野に共通して生ずる法律実務問題（2問必須）
- 選択問題（4問中2問選択）

1. 取引上のトラブル処理
2. 取引関係に立たない第三者とのトラブル処理
3. 法務関係の上司や弁護士などの専門家に法的トラブルのてん末・処理方法を報告
4. 予防法務的観点からトラブルになりそうな問題に対応

### 2級
企業活動の実務経験があり、弁護士などの外部専門家に対する相談といった一定の対応ができるなど、質的・量的に法律的実務知識を有している。試験対象は、各部門の法務責任者。
- 企業社取引の法務
- 債権の管理と回収
- 会社財産の管理・活用と法務
- 企業活動に関する法規制
- 株式会社の組織と運営
- 会社と従業員の関係
- 紛争の解決方法
- 国際法務（渉外法務）

### 3級
ビジネスパーソンとしての業務上理解するべき基礎的法律知識を有し、問題点の発見ができる。試験対象は、社会人全般及び学生。
- ビジネス実務法務の法体系
- 企業取引の法務
- 債権の管理と回収
- 企業財産の管理と法律
- 企業活動に関する法規制
- 企業と会社のしくみ
- 企業と従業員の関係
- ビジネスに関連する家族法

## 受験料
- 1級 - 12,100円（9,900円＋CBT利用料2,200円）
- 2級 - 7,700円
- 3級 - 5,500円

2級・3級受験者でCBT方式を希望する場合、別途2,200円必要。

## 合格点
2級と3級は70点以上、1級は各問題ごとに50%以上でかつ合格点が200点満点中140点以上である。
平成20年（2008年）12月に実施された第24回試験より、1級受験者のうち110点以上140点未満の得点者、及び、正答率50%未満の問題があった140点以上の得点者は準1級として認定される。

## 合格率
- 2023年度[3]
  - 3級：50.7%
  - 2級：34.4%
  - 1級：10.5%